# Curiche Grande
Curiche Grande (u Brazilu se zove Corixa Grande, a u Boliviji Curiche Grande) je rijeka države Mato Grosso u zapadnom Brazilu, pritok Paragvaja. Čini dio međunarodne granice između Brazila i Bolivije.

## Vanjske poveznice
- Brazilsko ministarstvo prometa